# Albert Devogel
Albert Devogel (Sint-Pieters-Leeuw, 1 juli 1919 – Halle, 11 februari 1998) was een lokaal Belgisch politicus voor CVP.

## Levensloop
Devogel was gehuwd met Johanna Walravens.
Na de gemeenteraadsverkiezingen van 1970 behaalde de uittredende Halse liberale burgemeester Louis De Grève een volstrekte meerderheid met 9 van de 17 zetels. Een van de verkozenen op zijn lijst, Lemonnier, besloot echter als onafhankelijke te zetelen. Devogel wist een meerderheid van katholieken, socialisten en onafhankelijke op de been te brengen en werd zo de nieuwe burgemeester van Halle. Hij zou dit blijven tot 1982.
In zijn vrije tijd was hij regisseur van amateurtoneel.
Nadat hij gestopt was in de politiek, werd hem de eretitel ereburgemeester van Halle toegekend.